# Stanislas Neuhaus
 (octobre 2012).
Si vous disposez d'ouvrages ou d'articles de référence ou si vous connaissez des sites web de qualité traitant du thème abordé ici, merci de compléter l'article en donnant les références utiles à sa vérifiabilité et en les liant à la section « Notes et références ».
Pour les articles homonymes, voir Neuhaus.
Stanislas Genrikhovich Neuhaus est un pianiste soviétique né le 21 mars 1927 à Moscou et mort le 24 janvier 1980.
Né à Moscou, Stanislas Neuhaus est le deuxième fils du pianiste et professeur russe Heinrich Neuhaus. Il étudia le piano avec son père de 1953 à 1957 et était l'un de ses trois assistants, avec Lev Naumov et Yevgeny Malinin. Stanilas Neuhaus était tombé amoureux de la Touraine en France où il venait régulièrement et donnait souvent des récitals à Tours dans les années 1960-70.Il mourut en 1980 près de Moscou, à Peredelrkino.